# Kara Para Aşk
Kara Para Aşk (en español: Dinero negro, amor) es una serie de televisión turca de 2014, producida por Ay Yapım y emitida por ATV.
Está protagonizada por Tuba Büyüküstün y Engin Akyürek, junto con Nebahat Çehre, Burak Tamdoğan, Erkan Can, Saygın Soysal, Ali Yörenç y Tuvana Türkay en los roles antagónicos, acompañados con las actuaciones estelares de Bestemsu Özdemir, Hazal Türesan, Serkan Kuru, Ilkin Tüfeci y las primeras actrices, Güler Okten, Işıl Yücesoy y Bedia Ener.

## Trama
Omer (Engin Akyürek) es un joven de clase media que trabaja en la rama del crimen organizado en la ciudad de Van, en la parte oriental de Turquía. Es un oficial de policía idealista que eligió esta ocupación después de que su padre fuera asesinado hace años, sin nunca haberse resuelto el caso. Omer quiere hacer todo lo posible para que ningún otro caso criminal quede sin castigo. Por eso, incluso pospone su compromiso para cumplir con su reciente asignación. Al tener éxito, se le otorga una conmemoración y un mes de licencia del lugar de trabajo. Omer se va inmediatamente a Estambul, donde viven su familia y su prometida.
Por otro lado, Elif (Tuba Büyüküstün) es una exitosa diseñadora que trabaja en el negocio de la joyería, actividad que desempeña también su padre. Vive en Italia y está visitando a su familia, su madre Zerrin (Nebahat Çehre), su padre Ahmet (Aytaç Arman), y sus hermanas Nilufer (Bestemsu Özdemir) y Asli (Hazal Türesan). Elif festeja su cumpleaños en Estambul. Luego de la celebración su padre se retira en su auto.
Esa misma noche ocurre un asesinato donde dentro de un automóvil se encuentran los cuerpos de un hombre (el padre de Elif) y una joven (Sibel, la prometida de Omer) con un tiro en la cabeza de ambos. Omer y Elif se conocerán en la comisaría, e incluso tendrán una discusión. A partir de ese momento cada uno de ellos intentará entender e investigar por qué fueron asesinados y qué relación unía a Ahmet y Sibel.
Debido al crimen, Omer queda devastado y la familia de Elif descubre que están en bancarrota.
Poco después, se dan cuenta de que los asesinatos están relacionados con el tráfico de diamantes. Omer encuentra un diamante en la habitación de su prometida y un diamante en el coche donde se encuentran los cadáveres. Elif a su vez es visitada por un miembro de la mafia, el cual la obliga a buscar diamantes que su padre le debía entregar, producto del contrabando. Ese mismo mafioso secuestra a su hermana menor Nilufer y la utiliza cómo rehén para asegurarse de que no vaya a la policía a denunciarlo.
Ante esta situación, Elif no tiene otra alternativa más que dejarse ayudar por Omer, pero sin decirle al comienzo que su padre era un traficante, pues ni ella misma puede aceptarlo. Así, juntos comenzarán la búsqueda de la verdad, lo que los enfrentará a graves peligros y a descubrir poco a poco que en sus vidas hay cosas ocultas que nunca imaginaron. También se irán involucrando sus sentimientos y comenzarán a confiar el uno en el otro... Un gran amor nacerá entre ellos y deberán enfrentar muchísimos obstáculos, y transitar un doloroso camino para llegar a la verdad, que cambiará sus vidas rotundamente.

## Reparto
- Tuba Büyüküstün como Elif Denizer.
- Engin Akyürek como Ömer Demir.
- Nebahat Çehre como Zerrin Denizer.
- Erkan Can como Tayyar Dündar.
- Öykü Karayel como İpek.
- Saygın Soysal como Fatih Dündar.
- Güler Ökten como Elvan Demir.
- Işıl Yücesoy como Nedret.
- Tuvana Türkay como Bahar Çınar.
- Burak Tamdoğan como Hüseyin Demir.
- Bestemsu Özdemir como Nilüfer Denizer.
- Emre Kızılırmak como Levent İnanç.
- Hazal Türesan como Aslı Denizer.
- İlkin Tüfekçi como Pelin Serter.
- Ahmet Tansu Taşanlar como Arda Çakır.
- Bedia Ener como Fatma Andaç.
- Elif İnci como Melike Demir.
- Ali Yörenç como Mert Dündar.
- Damla Colbay como Demet Demir.
- Selin Ortaçlı como Sibel Andaç.
- Serkan Kuru como Taner Akçalı.
- Deniz Barut como Pınar Dündar.
- Firdevs Vüdül Kul como Filiz.
- Alp Rodoplu como Hasan Demir.
- Aytaç Arman como Ahmet Denizer.
- Nihat Altınkaya como Serhat.

## Temporadas
| Temporada | Temporada | Episodios | Rango de episodios | Emisión original        | Emisión original    |
| Temporada | Temporada | Episodios | Rango de episodios | Inicio                  | Final               |
| --------- | --------- | --------- | ------------------ | ----------------------- | ------------------- |
|           | 1         | 13        | 1 - 13             | 12 de marzo de 2014     | 18 de junio de 2014 |
|           | 2         | 41        | 14 - 54            | 3 de septiembre de 2014 | 15 de julio de 2015 |

## Premios y nominaciones
| Año  | Premios                          | Categoría    | Nominado        | Resultado | Ref.        |
| ---- | -------------------------------- | ------------ | --------------- | --------- | ----------- |
| 2015 | Medya Oscarları                  | Mejor serie  | Kara Para Ask   | Ganador   | [ 2 ] [ 3 ] |
| 2015 | Medya Oscarları                  | Mejor actriz | Tuba Büyüküstün | Ganadora  | [ 2 ] [ 3 ] |
| 2015 | Premios Altın Kelebek            | Mejor actriz | Tuba Büyüküstün | Nominada  | [ 4 ]       |
| 2015 | Premios Altın Kelebek            | Mejor actor  | Engin Akyürek   | Nominado  | [ 4 ]       |
| 2015 | Premios Altın Kelebek            | Mejor pareja | Ömer y Elif     | Nominados | [ 4 ]       |
| 2015 | Seoul International Drama Awards | Mejor actor  | Engin Akyürek   | Ganador   | [ 5 ]       |
| 2015 | Premios Emmy Internacional       | Mejor actor  | Engin Akyürek   | Nominado  | [ 6 ]       |

## Recepción
En su país de origen la serie registró alta sintonía. La serie ha sido vendida a más de 107 países.
En Pakistán y Croacia la serie fue bien recibida en audiencia. En Albania debido al éxito de sintonía obtenida de la serie decidieron retransmitirla. La serie es conocida en países árabes, por lo que algunos turistas árabes viajaron a Turquía para asistir a las grabaciones de la serie y visitar los lugares de grabación.

## Adaptaciones
- Imperio de mentiras (2020). hecha por la cadena Televisa a cargo de Giselle González y protagonizada por Angelique Boyer y Andrés Palacios, contando con las participaciones estelares de las actrices Susana González, Alejandra Robles Gil y los primeros actores Alejandro Camacho y Leticia Calderón.